# Lara Christen
Lara Christen, née le 2 octobre 2002, est une joueuse suisse de hockey sur glace. Elle participe aux Jeux olympiques d'hiver de 2022 avec l'équipe de Suisse féminine de hockey sur glace .